# 8269 Calandrelli
8269 Calandrelli è un asteroide della fascia principale. Scoperto nel 1988, presenta un'orbita caratterizzata da un semiasse maggiore pari a 2,5552128 UA e da un'eccentricità di 0,2102113, inclinata di 9,20379° rispetto all'eclittica. È dedicato all'astronomo Ignazio Calandrelli, da non confondere con l'astronomo Giuseppe Calandrelli, i due hanno lavorato allo stesso osservatorio astronomico in Roma.